# كفر حسين
كفر حسين إحدى قرى مركز زفتى التابع لمحافظة الغربية بجمهورية مصر العربية.

## التاريخ
قرية كفر حسين من القرى القديمة، حيث وردت باسم «منية خيار» في أعمال السمنودية ضمن قرى الروك الصلاحي التي أحصاها ابن مماتي في كتاب قوانين الدواوين، كما وردت باسم «منية خيار» في أعمال الغربية ضمن قرى الروك الناصري التي أحصاها ابن الجيعان في كتاب «التحفة السنية بأسماء البلاد المصرية». وفي العصر العثماني وردت باسم «منية خيار» في التربيع العثماني الذي أجراه الوالي العثماني سليمان باشا الخادم في عصر السلطان العثماني سليمان القانوني ضمن قرى ولاية الغربية، وفي تاريخ 1228هـ/1813م الذي عدّ قرى مصر بعد المسح الذي قام به محمد علي باشا باسم «كفر حسين» ضمن قرى مديرية الغربية.

## السكان
بلغ عدد سكان كفر حسين 1874 نسمة حسب تقدير عام 2018.
| السنة  | 1882 | 1897 | 1907 | 1927 | 1947 | 1960 | 1976 | 1986 | 1996 | 2006  | 2018 |
| ------ | ---- | ---- | ---- | ---- | ---- | ---- | ---- | ---- | ---- | ----- | ---- |
| القرية | 804  | 990  | 1092 | 1032 | 978  | 988  | 1090 | 1287 | 1284 | 1,502 | 1874 |